# Ammodiscoidea
Ammodiscoidea, tradicionalmente denominada Ammodiscacea, es una superfamilia de foraminíferos bentónicos del suborden Ammodiscina y del orden Astrorhizida. Su rango cronoestratigráfico abarca desde el Cámbrico hasta la Actualidad.

## Discusión
Clasificaciones previas incluían Ammodiscoidea en el suborden Textulariina del orden Textulariida.

## Clasificación
Ammodiscoidea incluye a las siguientes familia y subfamilias:
- Familia Ammodiscidae
  - Subfamilia Ammodiscinae
  - Subfamilia Tolypammininae, también considerada en la Familia Tolypamminidae
  - Subfamilia Ammovertellininae
  - Subfamilia Usbekistaniinae

Otras familias consideradas en Ammodiscoidea son:
- Familia Tolypamminidae
  - Subfamilia Lituiforminiudinae
  - Subfamilia Tolypammininae
- Familia Turritellellidae
  - Subfamilia Turritellellinae

Otras subfamilias consideradas en Ammodiscoidea son:
- Subfamilia Ammovolummininae de la Familia Ammodiscidae, ahora en la Familia Ammovolumminidae
- Subfamilia Paulbronnimanninae de la Familia Ammodiscidae
- Subfamilia Pilammininae de la Familia Ammodiscidae